# A Charlie Brown Christmas (album)
A Charlie Brown Christmas is een muziekalbum van Vince Guaraldi Trio, uitgebracht in 1965. Het album is de soundtrack van de gelijknamige tv-special gebaseerd op de stripserie Peanuts. Het album behoort tot de populairste kerstalbums ooit.

## Andere versies
In 1988 bracht Fantasy Records het album opnieuw uit als cd. Deze editie was gelijk aan de LP-versie uit 1965 en is nog steeds in omloop.
In 2006 bracht Concord Records een geremasterde versie van het album uit, in samenwerking met Fantasy. Deze nieuwe versie bevatte vier nieuwe nummers. Deze versie werd echter minder positief ontvangen dan het originele album.

## Tracklist

### Origineel
1. "O Tannenbaum" – 5:08
2. "What Child Is This?" – 2:25
3. "My Little Drum" – 3:12
4. "Linus and Lucy" – 3:06
5. "Christmas Time Is Here [Instrumentaal]" – 6:05
6. "Christmas Time Is Here [Vocaal]" – 2:47
7. "Skating" – 2:27
8. "Hark! The Herald Angels Sing" – 1:55
9. "Christmas Is Coming" – 3:25
10. "Für Elise" – 1:06
11. "The Christmas Song" – 3:17
12. "Greensleeves" – 5:26

### 2006
1. "Christmas Is Coming" (Alternatieve versie 1)
2. "The Christmas Song" (Alternatieve versie 3)
3. "Greensleeves" (Alternatieve versie 6)
4. "Christmas Time Is Here" (Alternatieve vocale versie)

## Credits
- Vince Guaraldi – piano, arrangement
- Colin Bailey – drums
- (mogelijk: Monty Budwig – contrabas)
- Fred Marshall – contrabas
- Jerry Granelli – drums
- Ralph J. Gleason – liner notes (1988 Fantasy reissue)
- Joel Selvin – liner notes (2006 remaster)
- George Horn – mastering (1988 Fantasy reissue, 2006 Concord remaster)
- Stephen Hart – mixing (2006 remaster)